# Ulanhot
Ulanhot (chiń. 乌兰浩特; pinyin Wūlánhàotè; mong. Улаан хот) – miasto na prawach powiatu w północno-wschodnich Chinach, w regionie autonomicznym Mongolia Wewnętrzna, siedziba administracyjna związku Hinggan. W 1999 roku liczba mieszkańców miasta wynosiła 256 106. Ośrodek hutnictwa żelaza, przemysłu maszynowego, metalowego, skórzanego i tytoniowego.